# Hydrobaenus monodentatus
Hydrobaenus monodentatus är en tvåvingeart som beskrevs av Makarchenko 2005. Hydrobaenus monodentatus ingår i släktet Hydrobaenus och familjen fjädermyggor. Inga underarter finns listade i Catalogue of Life.